# Henry Kristofferson
Lars Henry Kristoffer Kristofferson (* 16. August 1905 in Tacoma, Washington; † 1. Januar 1971 in Fallbrook, Kalifornien) war ein US-amerikanischer General.
1950 war er Kommandeur der West Coast Division.
Sein Sohn war der Sänger und Schauspieler Kris Kristofferson.